# حنان يوسف (صحفية)
د.حنان يوسف من الشخصيات النسائية الشهيرة في مصر والعالم العربي، تحمل درجة الدكتوراه في الإعلام العربي والدولي بتقدير امتياز مع مرتبة الشرف الأولي من كلية الإعلام جامعة القاهرة مع التوصية بالطبع والنشر حول صورة العرب والإسلام في الإعلام الغربي، وتعمل أستاذة جامعة لقسم الاعلام بجامعة عين شمس المصرية، كما ان لها إنتاج إعلامي متميز حيث قدمت عدد كبير من البرامج التلفزيونية الشهيرة في التلفزيون المصري وعدد من القنوات الفضائية المصرية كما انها كاتبة صحفية ف عدد من كبريات الصحف المصرية والعربية مثل الأهرام والخليج والبيان.
وف عام 2002 اسست مع مجموعة من كبار الشخصيات والمثقفين: «المنظمة العربية للتعاون الدولي» كاول مؤسسة عربية غير حكومية تهتم بدور الإعلام في التفاهم والتقارب بين الحضارات وتصحيح المفاهيم المغلوطة عن العرب والإسلام.
كما تعمل د.يوسف كمستشارة لعدد من منظمات الجامعة العربية والأمم المتحدة مثل اليونيسكو ومنظمة الشفافية الدولية..
لها العديد من الاصدارات والكتب المتخصصة في مجال الإعلام فضلا عن مجموعة قصصية «تاء التأنيث» وديوان شعري«كل شيء مباح».

## جوائز
ونالت العديد من الأوسمة والجوائز كأفضل شخصية نسائية لعام 2007 وأفضل اعلامية لعام 2007 ودرع المثقف العربي 2006 وجائزة التآخي بين مصر وأمريكا لعام 2003.[بحاجة لمصدر]

## روابط خارجية
- حنان يوسف على موقع قاعدة بيانات الأفلام العربية